# 上杭薹草
上杭薹草（学名：Carex shanghangensis）为莎草科薹草属的植物，为中国的特有植物。分布在中国大陆的福建省等地，生长于海拔600米的地区，多生于林下，目前尚未由人工引种栽培。